# لیتوولسکه پوموراوی پروتتستد لاندستساپه ارا
لیتوولسکه پوموراوی پروتتستد لاندستساپه ارا (به چکی: Litovelské Pomoraví Protected Landscape Area) یک منطقهٔ مسکونی در جمهوری چک است که در ناحیه اولومووتس واقع شده‌است.